# Aeropuerto Internacional Gerald R. Ford
El Aeropuerto Internacional Gerald R. Ford (en inglés, Gerald R. Ford International Airport) (IATA: GRR, OACI: KGRR, FAA LID: GRR),  es un aeropuerto público situado a 13 mi (20,9 km) al sureste de Grand Rapids en Cascade Township. Se conoció inicialmente por el nombre de Aeropuerto del Condado de Kent, posteriormente denominándose Aeropuerto Internacional del Condado de Kent; en diciembre del año 1999 el aeropuerto cambió su denominación en honor al expresidente Gerald R. Ford, el 38.º presidente de los Estados Unidos de América.

## Aerolíneas y destinos

### Pasajeros
| Aerolíneas           | Destinos |
| -------------------- | --- |
| Allegiant Air        | Austin, Boston, Destin/Fort Walton Beach, Fort Lauderdale, Jacksonville (FL), Las Vegas, Myrtle Beach, Nashville, Orlando/Sanford, Phoenix/Mesa, Punta Gorda (FL), Sarasota, San Petersburgo/Clearwater, West Palm Beach Estacional: Los Ángeles, Newark, Portland (OR), Savannah |
| American Airlines    | Charlotte, Chicago–O'Hare, Dallas/Fort Worth Estacional: Phoenix–Sky Harbor |
| American Eagle       | Chicago–O'Hare, Filadelfia, Washington–National Estacional: Dallas/Fort Worth, Miami, Nueva York–LaGuardia |
| Avelo Airlines       | Lakeland, Raleigh/Durham |
| Delta Air Lines      | Atlanta, Mineápolis/St. Paul Estacional: Detroit |
| Delta Connection     | Detroit, Mineápolis/St. Paul, Nueva York–LaGuardia Estacional: Orlando (inicia el 20 de diciembre de 2025) |
| Frontier Airlines    | Orlando Estacional: Atlanta, Denver, Fort Myers |
| Southwest Airlines   | Baltimore, Chicago–Midway, Denver, Las Vegas, Orlando Estacional: Fort Myers, Nashville, Tampa |
| Sun Country Airlines | Estacional: Mineápolis/St. Paul |
| United Airlines      | Chicago–O'Hare, Denver |
| United Express       | Chicago–O'Hare, Houston–Intercontinental, Newark |

### Carga
| Aerolíneas    | Destinos                                       |
| ------------- | ---------------------------------------------- |
| FedEx Express | Boston, Indianápolis, Memphis                  |
| FedEx Feeder  | Pellston, Sault Ste. Marie (MI), Traverse City |
| UPS Airlines  | Mineápolis/St. Paul                            |

## Estadísticas

### Tráfico anual
| Año  | Pasajeros | Año  | Pasajeros | Año  | Pasajeros |
| ---- | --------- | ---- | --------- | ---- | --------- |
| 2003 | 1,976,833 | 2012 | 2,134,956 | 2021 | 2,927,962 |
| 2004 | 2,150,125 | 2013 | 2,237,979 | 2022 | 3,468,156 |
| 2005 | 2,090,505 | 2014 | 2,335,105 | 2023 | 3,794,915 |
| 2006 | 2,015,846 | 2015 | 2,550,193 | 2024 | 4,172,068 |
| 2007 | 1,990,896 | 2016 | 2,653,630 | 2025 |           |
| 2008 | 1,809,445 | 2017 | 2,811,622 | 2026 |           |
| 2009 | 1,771,465 | 2018 | 3,263,234 | 2027 |           |
| 2010 | 2,185,924 | 2019 | 3,587,767 | 2028 |           |
| 2011 | 2,275,332 | 2020 | 1,758,741 | 2029 |           |